# 리히텐슈타인 U-15 축구 국가대표팀
리히텐슈타인 U-15 축구 국가대표팀(독일어: liechtensteinische Fussballnationalmannschaft der U-15-Junioren)은 리히텐슈타인을 대표하는 15세 이하의 축구 국가대표팀으로, 리히텐슈타인의 축구 관리 기관인 리히텐슈타인 축구 협회의 관리를 받는다